# Vinkelmodulering
Vinkelmodulering, vinkelargumentmodulering eller bara argumentmodulering är en gemensam beteckning för frekvensmodulering och fasmodulering. Se vidare dessa uppslagsord.
Namnet kommer av att bägge modulationssätten påverkar en egenskap hos bärvågen som kan beskrivas med vinkelargumentet ωt + Φ i en sinusfunktion:
s(t) = sin(ωt + Φ)
ω är vinkelhastigheten som är ett mått på bärvågens frekvens f enligt sambandet ω=2πf och som påverkas vid frekvensmodulering. Bokstaven t står för tiden i sekunder och Φ är bärvågens fasläge som påverkas vid fasmodulering.